# Мескваки
Мескваци или Фокси су алгонквински народ блиско сродан народу Сак. Месквачки аутоним је Месквакихаки, што значи „Црвеноземљани”, и повезан је са њиховим предањем о постању (стварању света). Прадомовине Месквака и Сака биле су у региону Великих језера. Прадомовина Месквака се налазила у долини реке Сент Лоренс у данашњем Онтарију у Канади. Под француским колонијалним притиском Мескваци су је напустили, и населили се на јужној страни Великих језера, на територију на којој су много касније Англоамериканци створили државе Мичиген, Висконсин, Илиноис и Ајова.
Мескваци су тешко пострадали у ратовима које су водили против Француза и њихових индијанских савезника почетком 18. века, а у једном од њих који је вођен 1730. народ Мескваки је десеткован. И у новој домовини на јужној страни Великих језера током 19. века настављени су сукоби са белцима у Сједињеним Америчким Државама, после којих су Мескваци/Фокси поново кренули у сеобе, овог пута на југ и запад у прерију високе траве на Великим равницама на америчком Средњем западу. Законодавна власт државе Ајова је 1851. донела необичан закон којим је Месквацима омогућено да купе земљу и остану у тој држави. Остали Саци и Фокси протерани су на Индијанску територију, где су касније створене државе Канзас, Оклахома и Небраска. У 21. веку два савезно призната племена „Сака и Фокса” имају резервате, а једно има насеље.

## Етимологија
Име Мескваки је аутоним изведен из месквачког мита о постању, према коме је Висака, створио прве људе од црвене глине. Месквачки аутоним је Месквакихаки, што значи „Црвеноземљани”.
Име Фокс које су користили Англоамериканци је изведен из француског назива за Мескваке „les Renards”. Овај назив је настао у колонијалној ери, након што су Французи име једног клана („клан лисица”) почели да користе као име народа. Касније су Енглези и Англоамериканци почели да користе енглески превод француског назива „Фокс” (енгл. Fox).

### Етноботаника
Мескваци су користили биљку Triodanis perfoliata као еметик (средство које изазива повраћање) у својим церемонијама, да би човека „разболели цео дан” Пушили су ову биљку током ритуала прочишћења и других духовних ритуала. Такође су за освешћивање несвесних људи користили биљку Symphyotrichum novae-angliae (тело несвесне особе је мазано овом биљком), Такође су корен биљке Agastache scrophulariifolia користили као диуретик. Плодове Viburnum prunifolium су јели сирове, или од њих припремали џем. Од цветова биљке Solidago rigida правили су лосион, који су користили за смањивање отока од убода пчеле и отока на лицу.

## Историја
Мескваци су алгонквински народ, који је пре контакта са Европљанима припадао „Вудлендској култури”, док је језик којим говоре Мескваци дијалект сачко-месквачко-кикапујског језика којим говоре народи Сак, Мескваки и Кикапу. Алгонвкински народи су велика породица народа, која укључује многе народе који су насељавали Атлантску обалу и околину Великих језера.
Мескваци и Саци су два посебна, блиско сродна народа, која су због језичке и културне блискости често била у савезу. Према споразумима о признању са америчком владом, Саци и Мескваци имају положај јединствене политичке јединице, упркос њиховом различитом идентитету.

### Област Великих језера
Мескваци су пре првог контакта са Европљанима живели дуж реке Сент Лоренс у данашњем Онтарију, североисточно од језера Онтарио. Када их је према неким проценама било чак 10.000, али дуготрајни рат са Хуронима, које су француски колонијални агенти опскрбљивали оружјем, као и излагање новим европским заразним болестима на које нису имали природни имунитет, смањили су њихов број. Као одговор на ове притиске, Мескваци су мигрирали на запад, прво у данашњи источни Мичиген у подручју између залива Сагино и града Детроит западно од језера Хјурон. Касније су се преселили даље на запад у данашњи Висконсин.
Мескваци су стекли контролу над сливом реке Фокс у источном и централном Висконсину. Ова река је постала кључна у колонијалној трговини крзном Нове Француске између северне француске Канаде и француских лука у Мексичком заливу, која се одвијала кроз унутрашњост Северне Америке преко реке Мисисипи. Као део пловног пута Фокс–Висконсин, река Фокс омогућавала је путовање од језера Мичиген и других Великих језера преко залива Грин до система реке Мисисипи.
При првом контакту 1698. године, Французи су проценили број Месквака на око 6.500. До 1712. године број Месквака опао је на 3.500.

#### Ратови лисица
Мескваци су се више од три деценије (1701–1742) борили против Француза, у „Ратовима лисица”, да би очували своју домовину. Отпор Месквака француском задирању у месквачку територију био је врло ефикасан. Француски краљ потписао је декрет којим се наређује потпуно уништење Месквака, јединог едикта те врсте у француској историји.
„Први рат лисица” вођен између Месквака и Француза трајао је од 1712. до 1716. године. Овај рат био је чисто економске природе, јер су Французи желели право да користе речни систем под месквачком влашћу да би стекли приступ реци Мисисипи. После „Другог рата лисица”, Мескваци су сведени на око 1.500 људи. У Другом рату лисица (1728—1733), Французи су појачали притисак на Мескваке да би добили приступ рекама Фокс и Вулф. Деветсто Месквака, од којих су 300 били ратници, а остатак углавном жена и деце, покушало је да се пробије у Илиноис, да би стигло до Енглеза и Ирокеза, али су Французи удружени са стотинама савезничких индијанских ратника били значајно бројчано надмоћнији. Већина месквачких ратника је 9. септембра 1730. године убијена, а многе жене и деца одведени су у ропство или су их француски савезници убили. Након Другог рата лисица преживели Мескваци су нашли уточиште код Сака, али сукоб са Французима се наставио.

### Област Средњег запада
Саци и Мескваци удружили су се 1735. године у одбрани од Француза и њихових индијанских савезника. Касније су се ширили јужним Висконсином и дуж данашње границе између Илиноиса и Ајове. 1829. америчка влада проценила је број Месквака на 1.500 и Сака на 5.500. Оба народа преселила су се на југ из Висконсина у Ајову, Илиноис и Мисури. Постоје записи према којима се најјужније насеља Месквака налазило у илиноиском округу Пајк.
Анишинабски народи звали су Мескваке Одагами, што значи „људи на другој обали”, мислећи на њихове територије јужно од Великих језера. Французи су усвојили употребу овог имена у облику Оутагами. Американци су ово име касније користили за данашњи округ Аутагами у држави Висконсин.

#### Канзас и Оклахома
Мескваци и Саци су били присиљени да препусте своју територију америчким досељеницима, након што је амерички председник Ендру Џексон потписао Закон о пресељењу Индијанаца из 1830. године који је донео Конгрес. Овим законом је одобрено пресељење источноамеричких Индијанаца у земље западно од реке Мисисипи. Закон је био пре свега изгласан због пресељења Пет цивилизованих народа на америчком југоистоку, али је такође коришћен против народа на тадашњем америчком Северозападу, подручју источно од реке Мисисипи и северно од реке Охајо.
Неки месквачки и сачки ратници су учествовали у Рату Црног Јастреба у Илиноису. После рата са Црним Јастребом 1832. године, Сједињене Америчке Државе званично су у сврху склапања споразума ујединиле два народа у једну групу познату као конфедерација Сака и Фокса. Сједињене Државе су у октобру 1842. склопиле споразум са Сауцима и Месквацима, којим су домороци продали сву своју земљу на коју су полагали право у Ајови. Пресељени су 1843. на земљу западно од привремене линије (Ред Рок Лајн). Недуго затим 1845. пресељени су у резерват у источном делу средњег Канзаса. Сијукси из племена Дакота, Мескваке који су се преселили западно од реке Мисисипи назвали су „изгубљеним људима” јер су били принуђени да напусте своју домовину. Неки Мескваци остали су скривени у Ајови, док су се други вратили после неколико година. Убрзо након тога, америчка влада присилила је Сауке да се преселе на резерват у Индијанској територији (данашња Оклахома).

#### Ајова
Законодавна власт Ајове је 1851. године изгласала закон без преседана којим је Месквацима омогућено да купе земљу иако је она претходно већ била легално у њиховом поседу, што им је омогућило да остану у тој држави. Америчким Индијанцима то по правилу није било дозвољено, јер према америчкој влади „племенски Индијанци” правно нису били амерички држављани, а само су грађани могли да купе земљу.
Мескваци су 1857. године купили прву парцелу површине 32 хектара у округу Тејма. Тејма је добила име по Тајими (1790-1830), месквачком поглавици са почетка 19. века. Многи Мескваци су се касније преселили у новоосновано насеље Мескваки (подигнуто на купљеној земљи) недалеко од самог града Тејме.
Америчка влада покушала је да присили племе да се врати у резерват у Канзасу ускративши ануитете који су му припадали према споразуму. Десет година касније 1867, САД су коначно почеле да плаћају ануитете Месквацима у Ајови. Ајовски Мескваци су савезно признати под именом „Сак и Фокс Племе Мисисипија у Ајови”. Статус јурисдикције био је нејасан. Племе је имало формално савезно признање и право на услуге „Бироа за Индијанска Питања”. Такође је имало сталну везу са државом Ајова због приватног власништва племена над земљом, која је била поверена на управу гувернеру.
Следећих 30 година, Мескваке је готово игнорисала савезна, али и државна политика, што им је углавном користило. Живели су самосталније од племена затворених у индијанске резервате које је регулисала савезна власт. Да би разрешила ову двосмисленост око јурисдикције, држава Ајова је 1896. године савезној влади препустила сву јурисдикцију над Месквацима.

### 20. век
До 1910. године Саци (или Сауци) и Мескваци су укупно бројали само око 1.000 људи. Током 20. века почели су да се опорављају. До 2000. године њихов број се повећао на скоро 4.000.
У Другом светском рату, многи месквачки мушкарци су се пријавили у америчку војску, а неки од њих су служили као везисти, заједно са Навахоима и неким другим говорницима ретких језика. Мескваци су користили свој језик да би спречили дешифровање савезничких комуникација и задржали у тајности акције против Немаца у северној Африци. Двадесет седам Месквака, тада 16% месквачке популације у Ајови, заједно се пријавило у америчку војску у јануару 1941. године.
Данашње насеље Мескваки у округу Тејма управља казином, племенским школама, племенским судовима, племенском полицијом и одељењем за јавне радове.

## Данашња савезно призната племена
Данас постоје три савезно призната племена Сака и Фокса:
- Сак и Фокс Нација, са седиштем у оклахомском граду Страуду (већина припадника племена су Сауци);
- Сак и Фокс Племе Мисисипија у Ајови, са седиштем у ајовском граду Тејми (већина припадника племена су Мескваци);
- Сак и Фокс Нација Мисурија у Канзасу и Небраски, са седиштем у канзашком граду Ризерв (племе укључује велики број и Сака и Месквака).[12]